# 양진 (후한)
양진(楊震, 54년 ~ 124년)은 후한 초기 ~ 중기의 관료로, 자는 백기(伯起)이며 홍농군 화음현(華陰縣) 사람이다. 전한의 개국공신 양희의 8세손으로, 고조부 양창은 전한의 승상이었다.

## 생애
중국 후한시기의 사람으로 젊어서부터 학문을 좋아하여 관서공자(關西孔子)라는 미명이 있었으며 형주자사, 탁군태수, 사도, 태위 등의 요직을 두루 역임하였다. 그가 태위로 있을 때 안제의 유모인 왕성(王聖) 및 중상시 번풍(樊豊)등의 세력이 강하여 조정의 부패가 만연하였으므로 양진은 여러 차례 상소를 올려 간절이 간언하였다. 번풍의 모함으로 파면당하자 울분을 참지 못하고 자결하였다.

## 가계

### 관련 인물
양병　양수　양염　양제　양준　양지　양표
| 전임 유개 | 제21대 후한의 사도 120년 음력 12월 ~ 123년 음력 10월 | 후임 유희 |